# Thaumasia marginella
Thaumasia marginella là một loài nhện trong họ Pisauridae.
Loài này thuộc chi Thaumasia. Thaumasia marginella được Carl Ludwig Koch miêu tả năm 1847.